# Google TV (operační systém)
Google TV byla Smart TV platforma od společnosti Google. Na platformě se podílely i další firmy jako Intel, Sony nebo Logitech. Google TV vyšla poprvé v říjnu 2010 s integrovaným operační systém Android, který spolupracoval s webovým prohlížečem Chrome a vytvářeli tak interaktivní televizní prostředí. Operační systém Google TV byl v červnu 2014 přejmenován a upraven na Android TV.